# اروپی

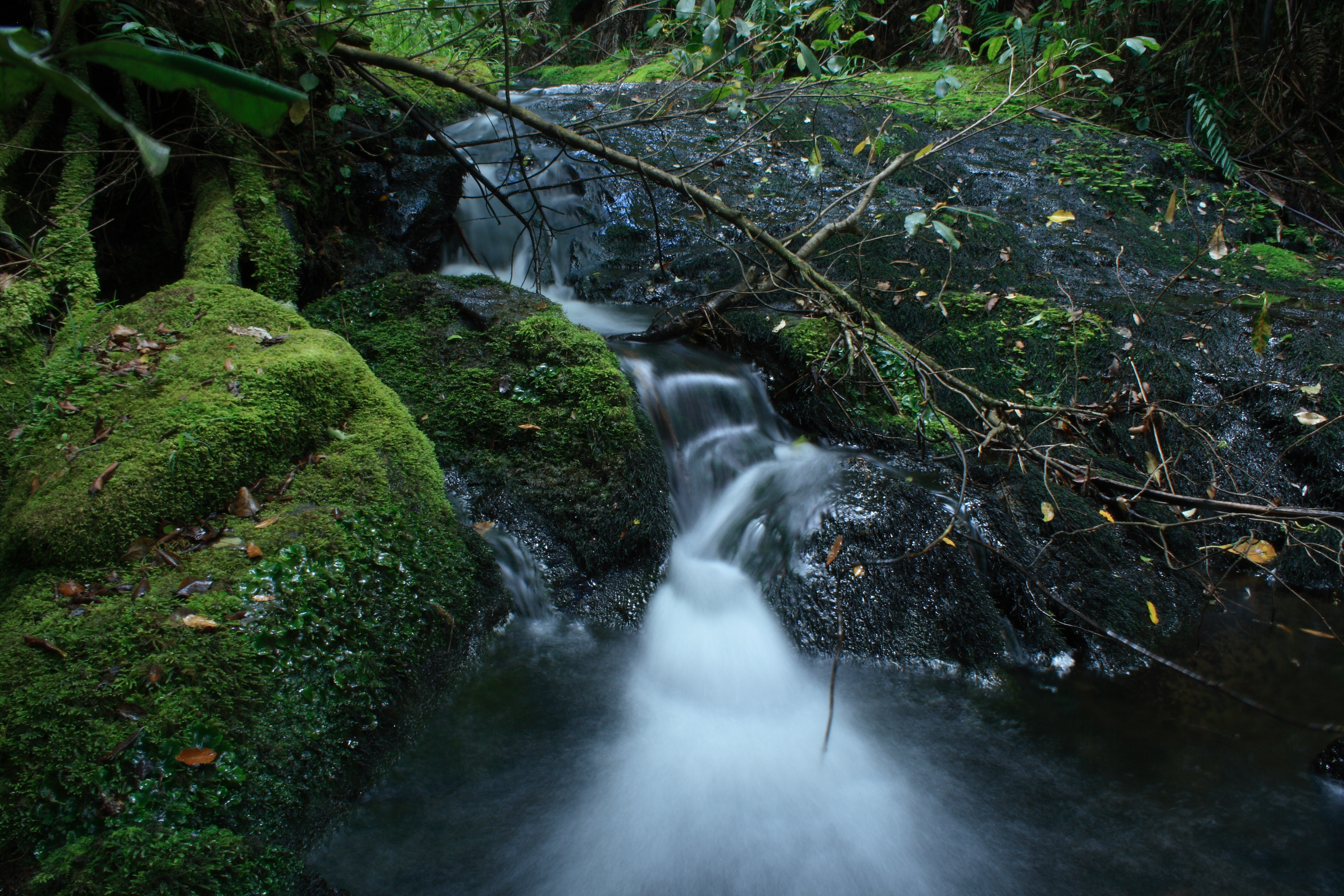
اروپی، منطقه خلیج پلنتی، نیوزلند

اروپی (به انگلیسی: Oropi) نام منطقه‌ای روستایی در خلیج پلنتی در جزیره شمالی کشور نیوزلند است.
در فاصله ۲۰ کیلومتری جنوب تائورانگا و ۴۳ کیلومتری شمال روتورا واقع شده است.
واژه کلمه Oropi معادل زبان مائوری از اروپا است؛ که در دهه ۱۹۸۰ برای اولین بار با ورود اروپائیان به این قاره نام گذاری شده است.
بیشترین بخش این منطقه با دامداری و کشاورزی مشغول است.
از امکانات این منطقه می توان به زمین گلف (نه خانه‌ای ) ،استخر اب گرم و زمین پینت بال اشاره کرد

## آموزش
اروپی همچنین نام مدرسه‌ای در مقطع دبستان محلی در نیوزلند است که در حدود ۱۶۰ تا ۱۸۰ دانش اموز در حال تحصیل هستند